# 하리마요코타역
하리마요코타역(일본어: 播磨横田駅)은 일본 효고현 가사이시에 위치한 호조 철도 호조 선의 철도역이다. 본 노선에는 유일하게 국철이 되면서 설치된 역이다. 호조 고등학교, 하리마 농업 고등학교와 가장 가까운 역이다.
봉사 역장에 의한 "작은 도서관"이 역사 안에 개설되어 있다.

## 역사
- 1916년 6월 3일: 반슈 철도에 의한 요코타무라 정거장 개설.
- 1921년 5월 9일: 영업 정지.
- 1934년 4월 5일: 폐지.
- 1961년
  - 10월 1일: 국철의 요코타 임시 승강장으로 개설.
  - 12월 20일: 역으로 격상하여 하리마요코타역으로 여객 영업만 영업 개시.
- 1985년 4월 1일: 호조 철도의 역이 됨.
- 2013년 9월 20일: 화장실 재건축 공사 완성.
- 2014년 11월 3일: 신역사 준공 기념식 개최.

## 역 구조
단선 승강장 1면 1선의 지상역이다. 고베 시내 여성들의 성금으로 2014년 10월 말에 새로운 역사가 완성되었다. 역사는 철근 콘크리트 일부 목조의 단층 건물, 폭 7.2미터, 길이 5.5미터로, 역사 내부는 기부자의 그림을 전시한 갤러리이기도 하다.

## 역 주변
논밭이 많다.
- 호조 고등학교
- 효고 현립 하리마 농업 고등학교

## 인접역
| 호조 철도 호조 선 | 호조 철도 호조 선 | 호조 철도 호조 선      |
| ----------------- | ----------------- | ---------------------- |
| 오사 아오 방면    |                   | 호조마치 호조마치 방면 |